# Bisdom Arezzo-Cortona-Sansepolcro
Het bisdom Arezzo-Cortona-Sansepolcro (Latijn: Dioecesis Arretina-Cortonensis-Biturgensis seu Burgi Sancti Sepulchri; Italiaans: Diocesi di Arezzo-Cortona-Sansepolcro) is een in Italië gelegen rooms-katholiek bisdom met zetel in de stad Arezzo. Het bisdom behoort tot de kerkprovincie Florence en is samen met de bisdommen Fiesole, Pistoia, Prato en San Miniato suffragaan aan het aartsbisdom Florence.

## Geschiedenis
Het bisdom Arezzo werd opgericht in de 3e eeuw. Op 10 november 1561 werd het bisdom Montepulciano opgericht uit delen van het bisdom Arezzo. De bisschop van Arezzo heeft sinds 1730 het voorrecht een pallium te dragen.
Op 30 september 1986 werden, met het decreet Instantibus votis van de Congregatie voor de Bisschoppen, de bisdommen Cortona en Sansepolcro aan Arezzo toegevoegd. De huidige bisschop van Arezzo-Cortona-Sansepolcro is aartsbisschop Riccardo Fontana.

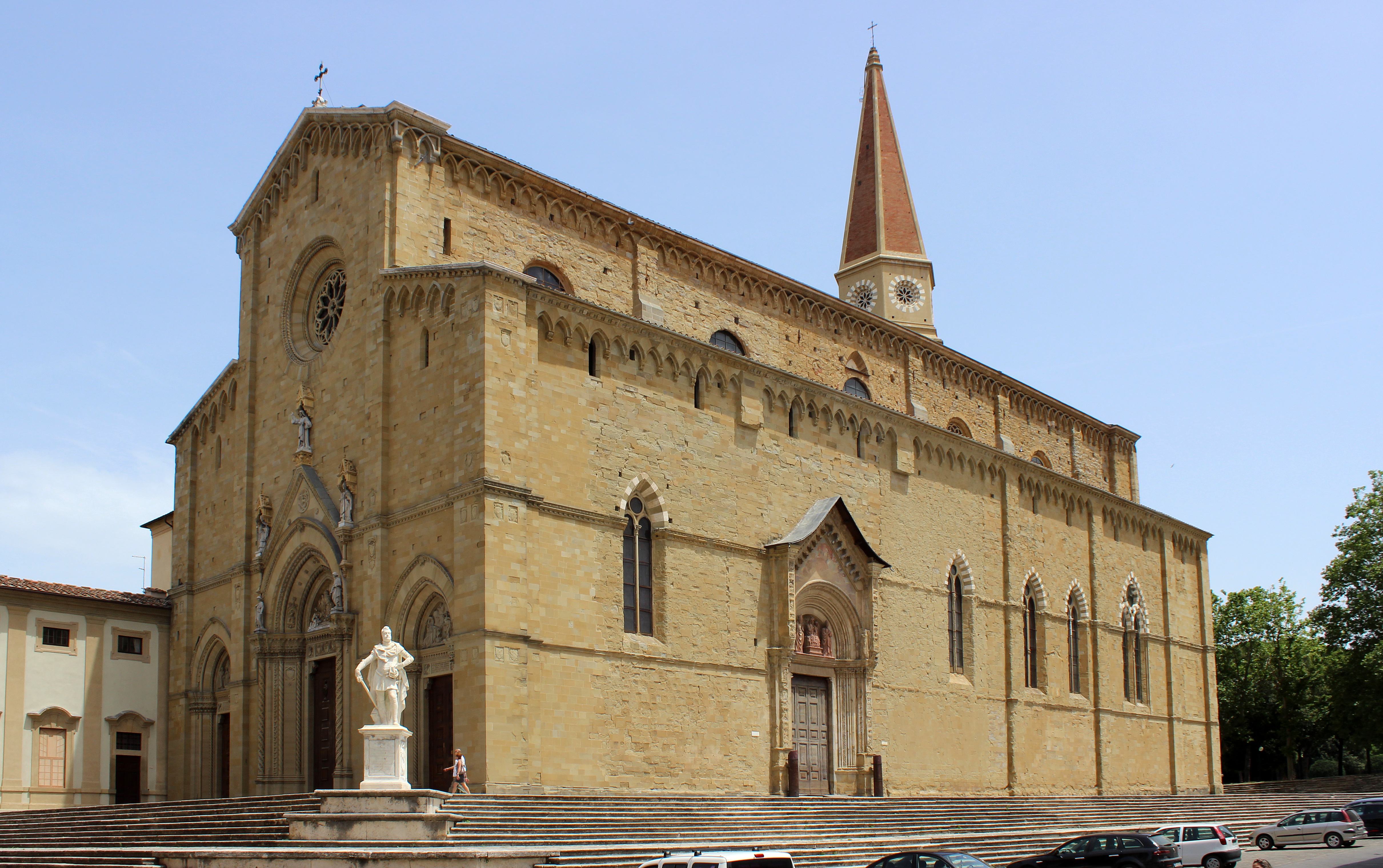
Kathedraal van Arezzo
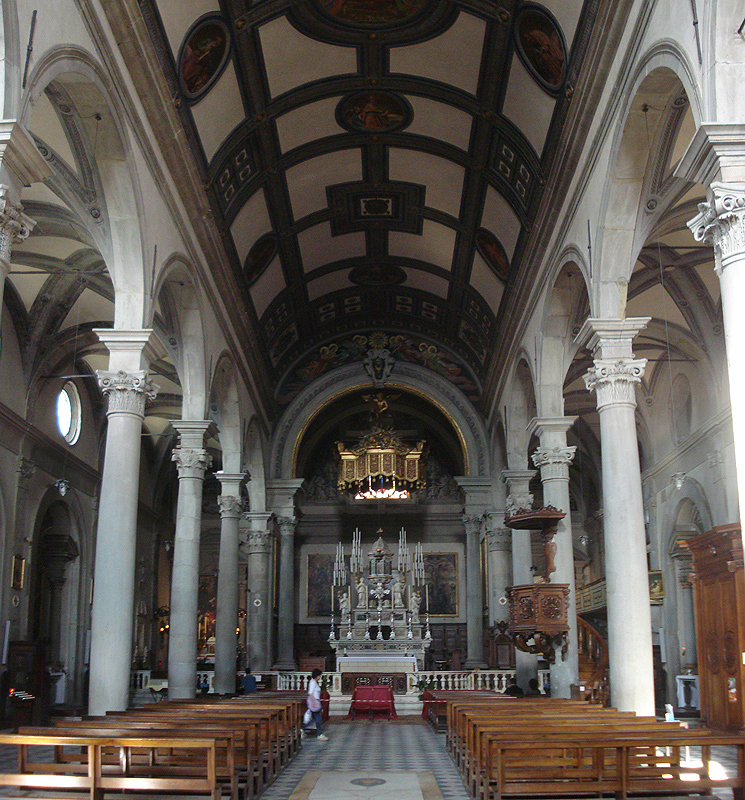
Cokathedraal van Cortona
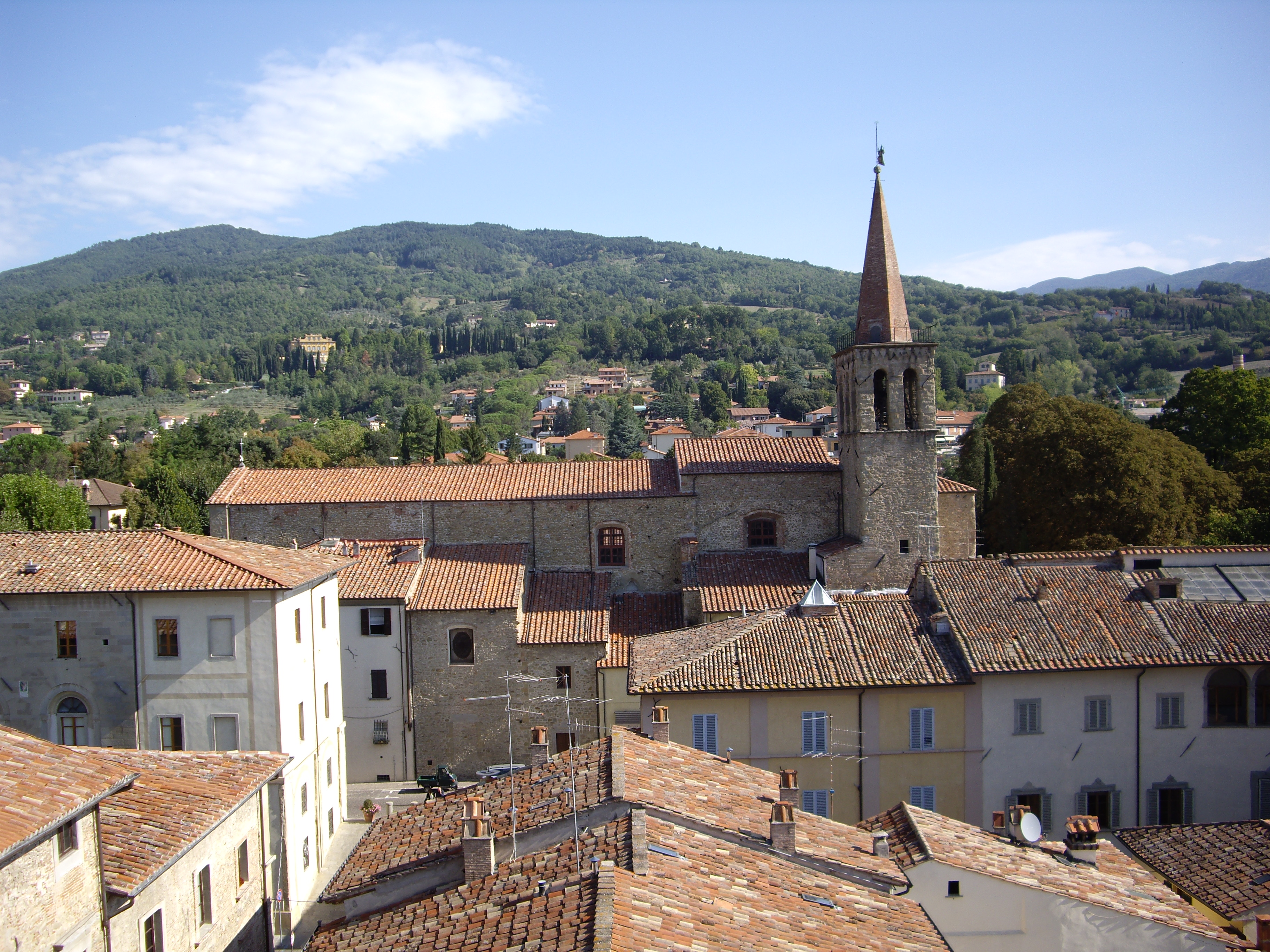
Cokathedraal van Sansepolcro